# Unión Progreso y Democracia Asturias
Unión Progreso y Democracia Asturias (UPyD Asturias) es la agrupación territorial de UPyD en Asturias.

## Funcionamiento interno
El Consejo Territorial de UPyD en Asturias, elegido el 7 de mayo de 2016 en elecciones internas, está formado por las siguientes personas:
- Coordinador territorial: José María Álvarez González
- Responsable de Organización: Pablo López García
- Responsable de Redes Sociales: José Luis González García
- Vocal: Antonio del Oso Méndez
- Vocal: José Fernando Fernández García
- Vocal: Manuel Parada Fernández

### Elecciones autonómicas

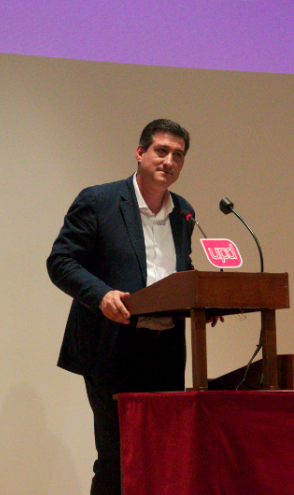
Ignacio Prendes.

En las elecciones al parlamento asturiano de 2011, UPyD se quedó por 500 votos fuera de la Junta General del Principado. Menos de un año más tarde, el ganador de dichas elecciones, Francisco Álvarez Cascos, convocó nuevas elecciones regionales ante la imposibilidad de sacar sus  falta de apoyo parlamentario.
En las elecciones al parlamento asturiano de 2012, UPyD y candidato a presidir el Principado de Asturias al abogado gijonés Ignacio Prendes como cabeza de lista por la circunscripción central y miembro del Consejo de Dirección Nacional de UPyD tras un proceso de primarias. En esta ocasión, UPyD consiguió entrar con un escaño en la Junta General del Principado, al obtener un 4,20% de los votos.
| Elecciones                                                       | Votos  | % de votos | Escaños | Referencia                                                                                        |
| ---------------------------------------------------------------- | ------ | ---------- | ------- | ------------------------------------------------------------------------------------------------- |
| Elecciones a la Junta General del Principado de Asturias de 2011 | 14.640 | 2,44       | 0       | (enlace roto disponible en Internet Archive; véase el historial, la primera versión y la última). |
| Elecciones a la Junta General del Principado de Asturias de 2012 | 18.813 | 3,75       | 1       |                                                                                                   |
| Elecciones a la Junta General del Principado de Asturias de 2015 | 4.358  | 0,8        | 0       |                                                                                                   |

### Elecciones generales
| Elecciones                             | Votos  | %    | Diputado(s) | Referencias                                          |
| -------------------------------------- | ------ | ---- | ----------- | ---------------------------------------------------- |
| Elecciones generales de España de 2008 | 9.485  | 1,36 | 0           | Archivado el 26 de marzo de 2019 en Wayback Machine. |
| Elecciones generales de España de 2011 | 24.721 | 3,91 | 0           | Archivado el 26 de marzo de 2019 en Wayback Machine. |
| Elecciones generales de España de 2015 | 3.855  | 0,62 | 0           | Archivado el 26 de marzo de 2019 en Wayback Machine. |
| Elecciones generales de España de 2016 | 1.391  | 0,23 | 0           | Archivado el 26 de marzo de 2019 en Wayback Machine. |

### Elecciones europeas
En las elecciones al Parlamento Europeo, España actúa como única circunscripción. El cabeza de lista de la formación para dichos comicios fue el catedrático de derecho administrativo Francisco Sosa Wagner. Fue profesor agregado antes de obtener la cátedra en la Universidad de Oviedo, en 1976. También participó, a propuesta del PSOE, en la redacción del Estatuto de Autonomía de Asturias.
| Elecciones                               | Votos  | %    | Referencias                                                                                       |
| ---------------------------------------- | ------ | ---- | ------------------------------------------------------------------------------------------------- |
| Elecciones al Parlamento Europeo de 2009 | 17.646 | 4.22 | (enlace roto disponible en Internet Archive; véase el historial, la primera versión y la última). |
| Elecciones al Parlamento Europeo de 2014 | 22.638 | 6.02 |                                                                                                   |